# جون بول لانغبروك
جون بول لانغبروك John-Paul Langbroek (ولد في 31 يناير 1961) سياسي أسترالي.
```
كان عضوا في الجمعية التشريعية لولاية 
كوينزلاند
 في 
أستراليا
، عن الحزب الليبرالي في يمين الوسط. ثم في الحزب الليبرالي الوطني، وذلك عن دائرة سيرفرز برادايز في عام 2004.
```